# 彩輝邨
彩輝邨（英語：Choi Fai Estate）是香港的一個公共屋邨，項目編號為KL13NR，於1995年落成，位處黃大仙區最東面的「新九龍內地段第6483號」，座落於飛鵝山山腳，佔地約2.38公頃。

## 歷史
原本是彩雲邨的擴建部份，然而新樓宇比舊屋邨樓宇落成期相距近二十年，故此房委會認為應另作命名為彩輝邨。
彩輝邨原訂興建兩幢Y4型大廈，及後因和諧式大廈面世而改為興建兩幢和諧一型大廈，每座大廈高38層，每層提供18個居住單位，由房屋署總建築師設計，順成建築有限公司承建。因該邨所在的位置地勢較高，故此部份單位可遠眺舊啟德機場及維多利亞港。
2014年9月，領展以4080萬港元向馮國保出售彩輝邨商舖及停車場。2015年1月，彩輝邨商舖及停車場再以5450萬轉手；邨內僅只有一間便利店為居民提供最基本零售服務。

## 屋邨資料

### 樓宇
| 樓宇名稱（座號）           | 樓宇類型                 | 落成年份 | 樓宇層數 （住宅層數） | 每層伙數                  | 每座單位總數（伙） | 建築師         | 承建商           | 升降機品牌 |
| -------------------------- | ------------------------ | -------- | --------------------- | ------------------------- | ------------------ | -------------- | ---------------- | ---------- |
| 彩華樓（第1座） （英語：Choi Wah House） | 和諧一型第二款（第一代） | 1995年   | 39（38）              | 18（其餘樓層） 17（19樓） | 683                | 房屋署總建築師 | 順成建築有限公司 | 日立       |
| 彩葉樓（第2座） （英語：Choi Yip House） | 和諧一型第二款（第一代） | 1995年   | 39（38）              | 18（其餘樓層） 17（19樓） | 683                | 房屋署總建築師 | 順成建築有限公司 | 日立       |

### 教育設施
- 明愛培立學校
- 德望學校（中/小學部）
- 聖言中學
- 聖若瑟英文中學
- 保良局陳南昌夫人小學
- 香港幼稚園協會幼兒學校
- 天主教甘霖幼稚園
- 彩雲聖若瑟小學

彩雲聖若瑟小學原分上下午校，後來實施全日制，下午校搬出彩雲邨，遷居佐敦谷。另外，香港幼稚園協會幼兒學校的位置前身是卓群幼稚園。門外有一道滑梯。
已結束
- 彩輝村菩提中英文幼稚園（1995年創辦）（位於彩華樓地下）

### 圖片集

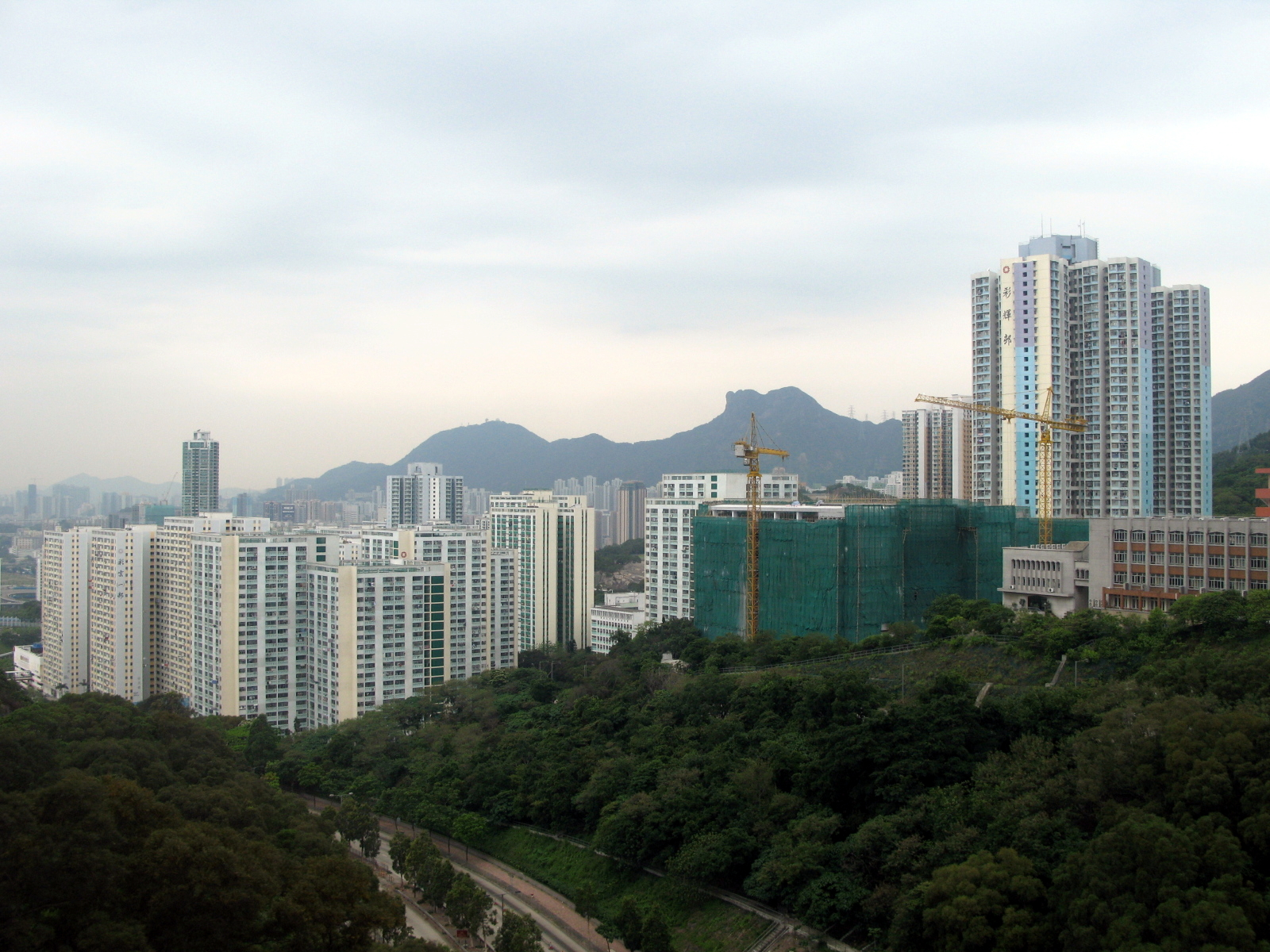
從平山望向牛池灣方向，右方可見彩輝邨（2008年5月）
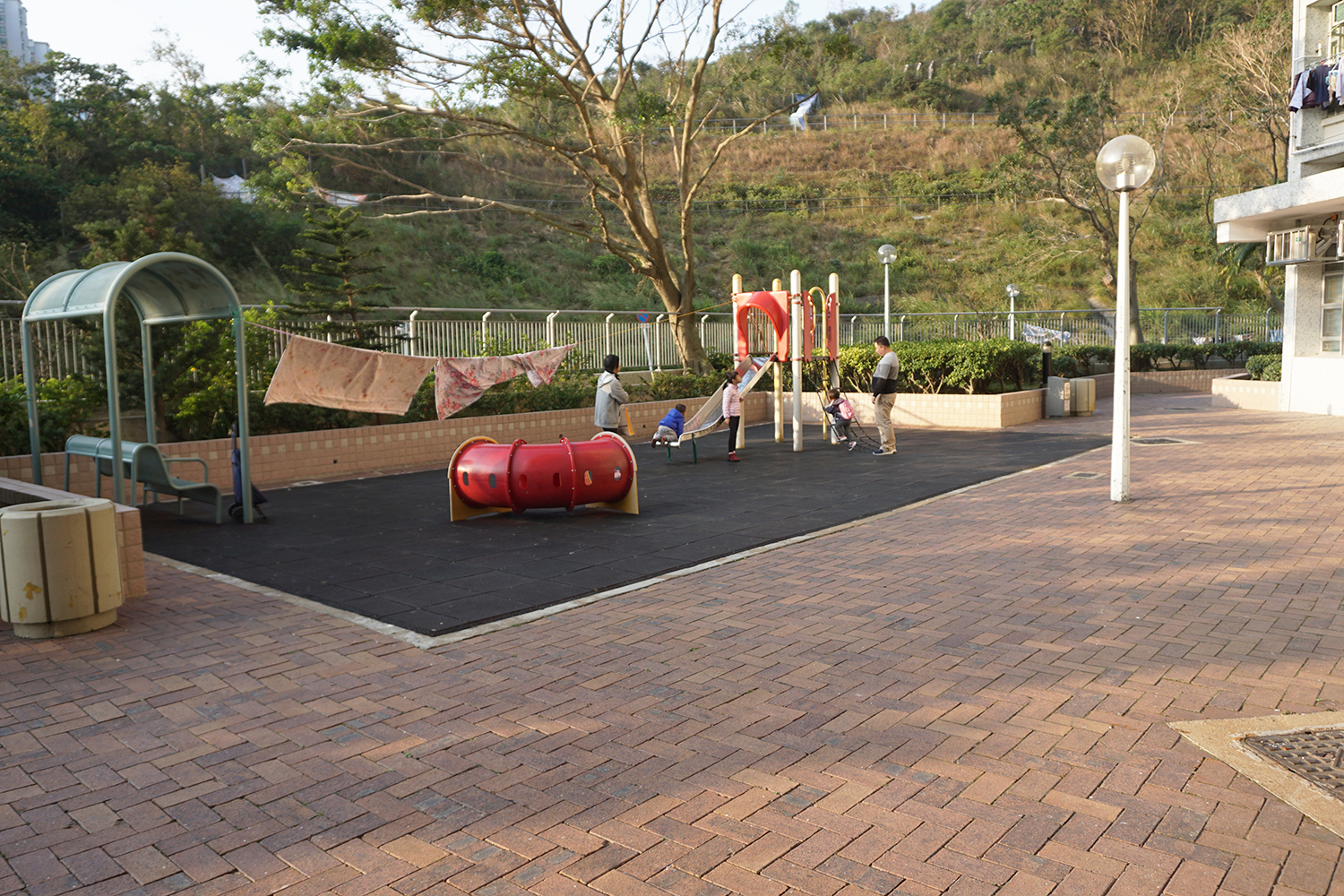
鋼滑梯
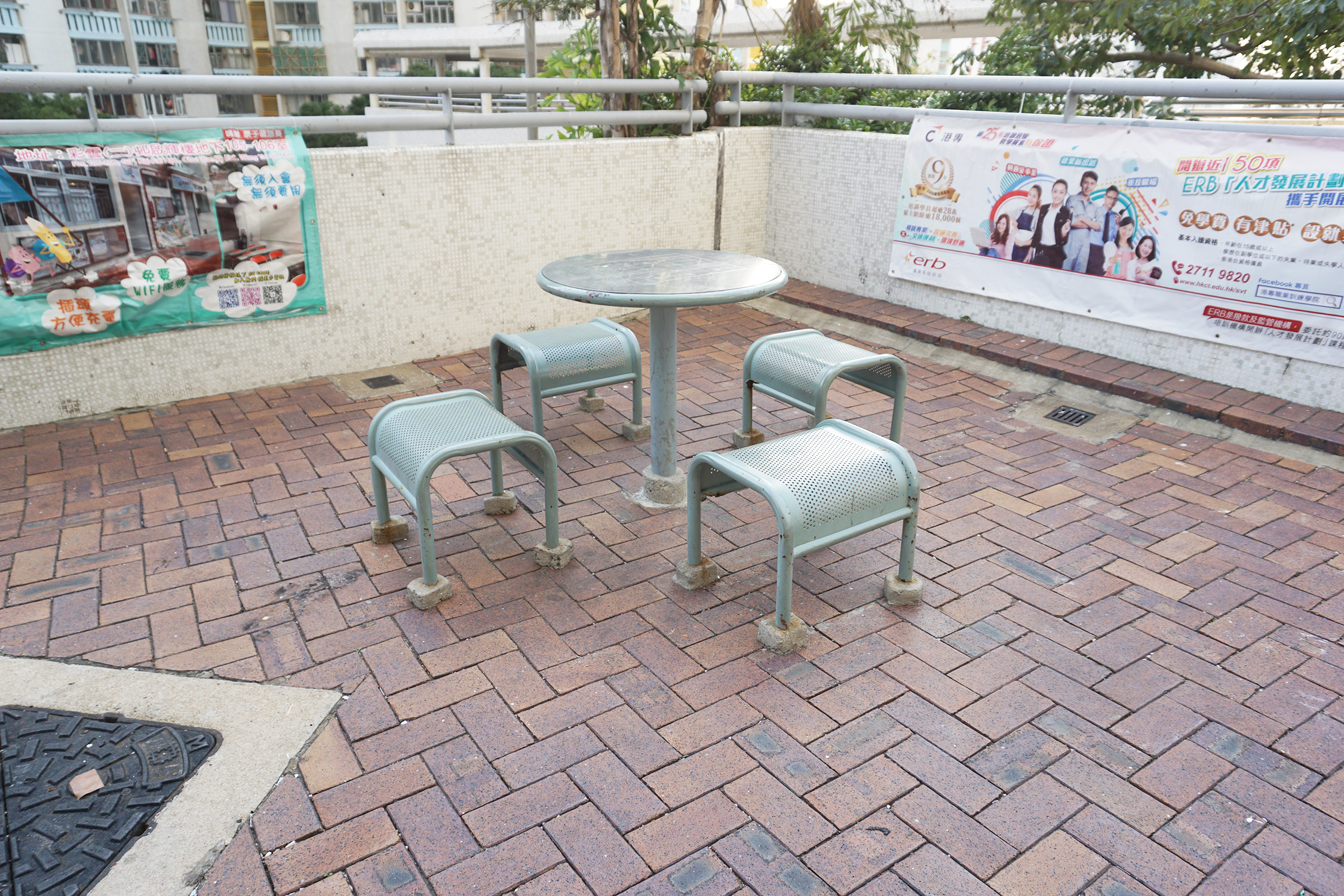
棋藝區
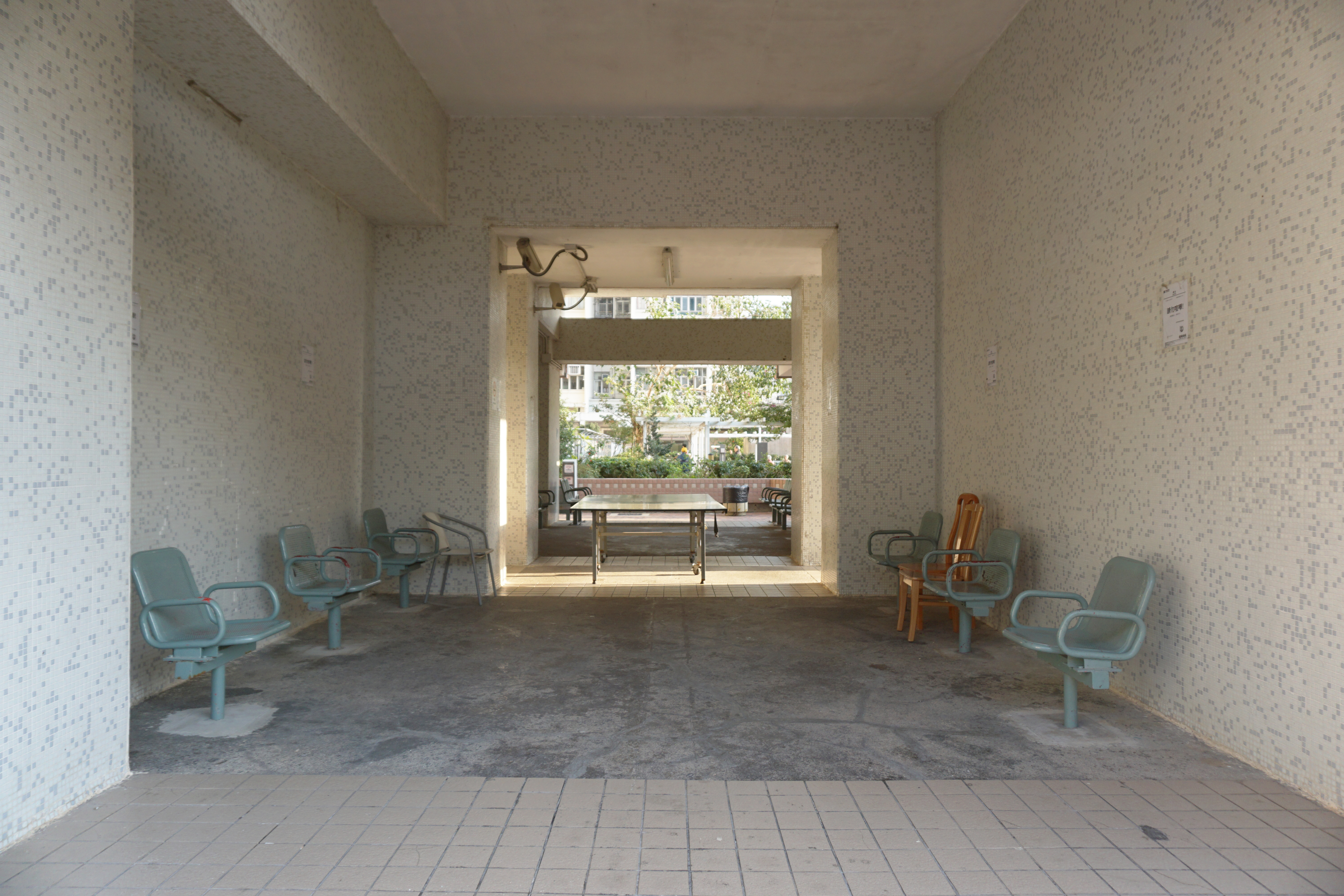
乒乓球桌
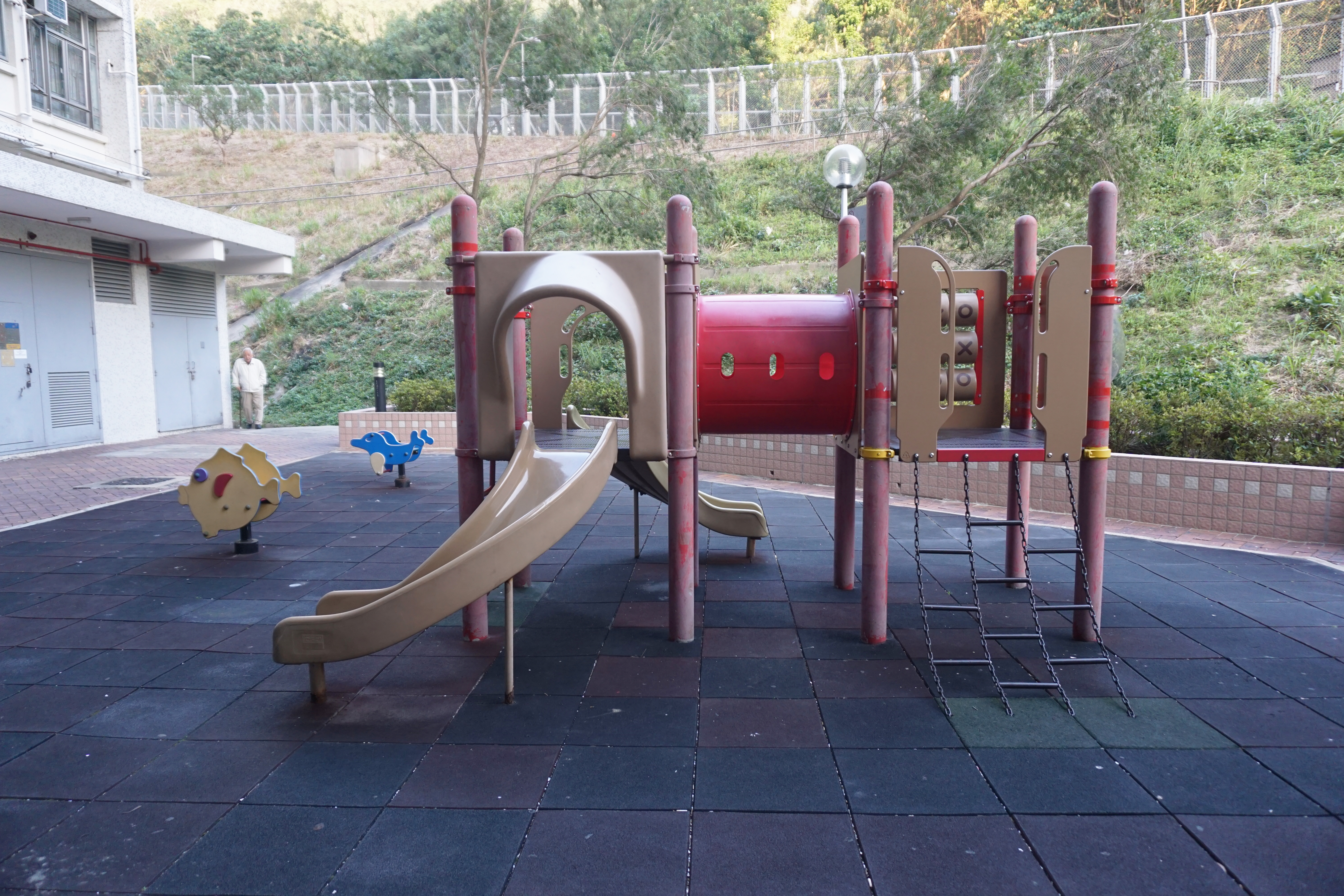
彈簧椅及膠滑梯
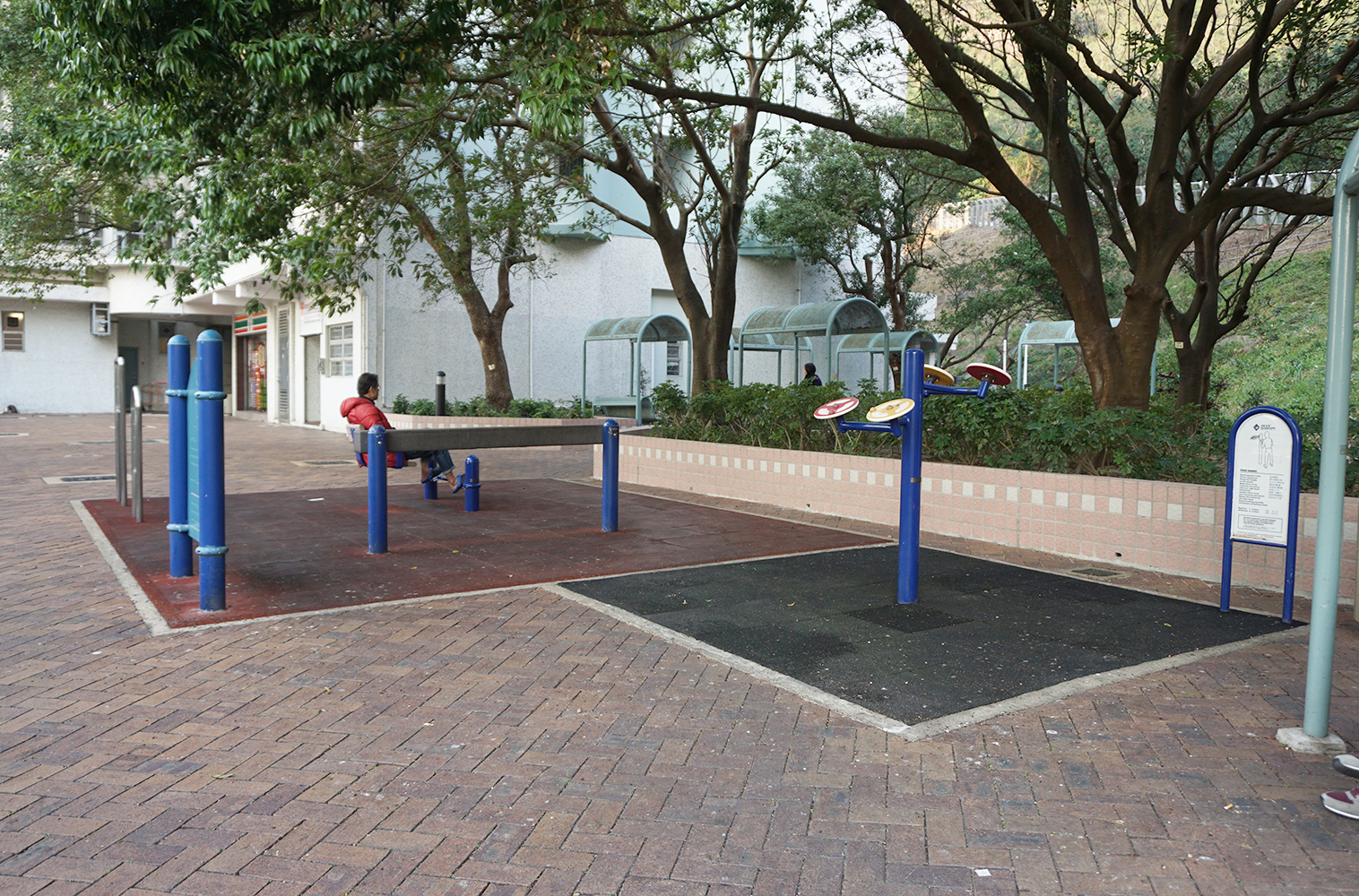
健體區
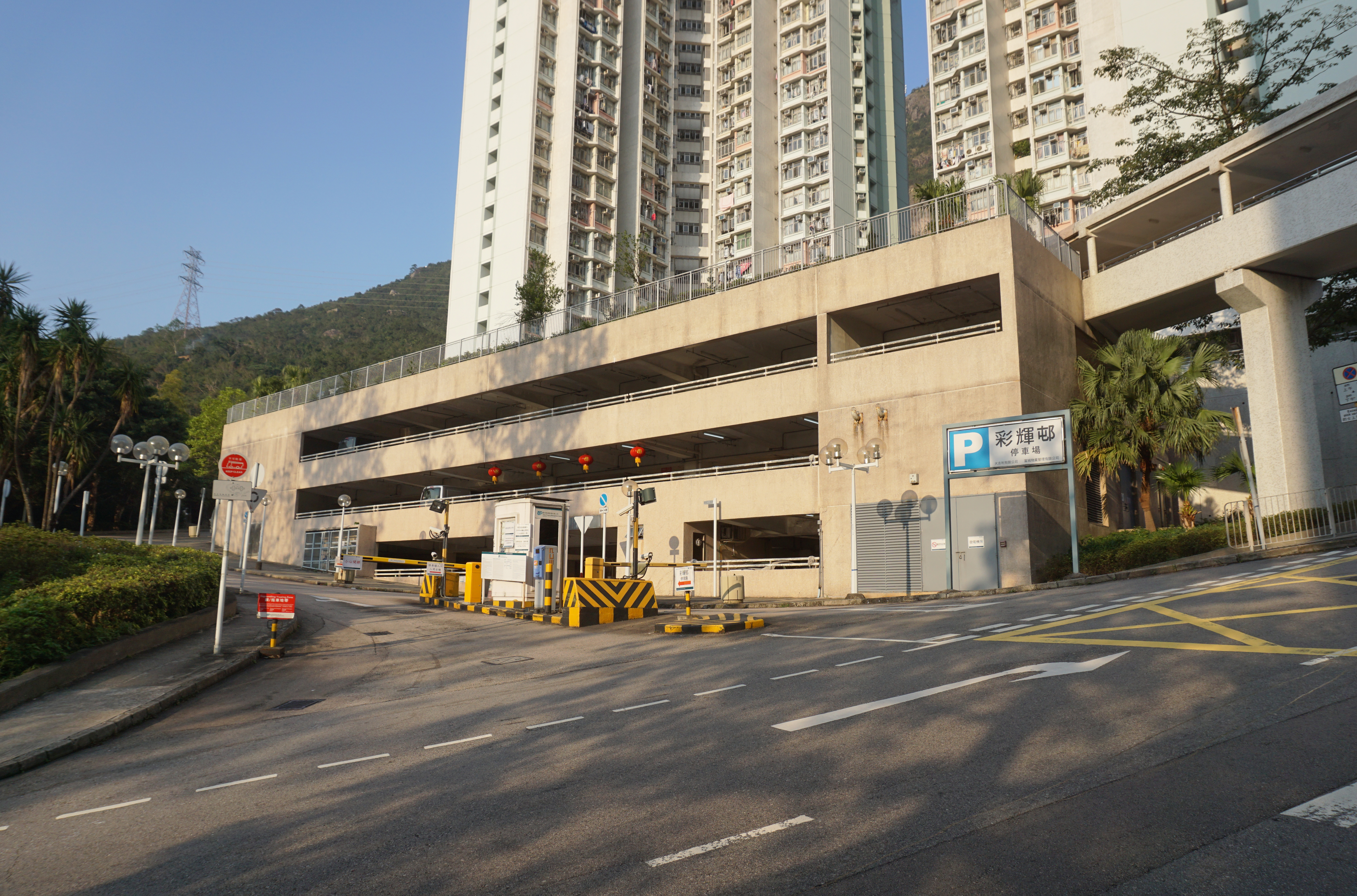
停車場
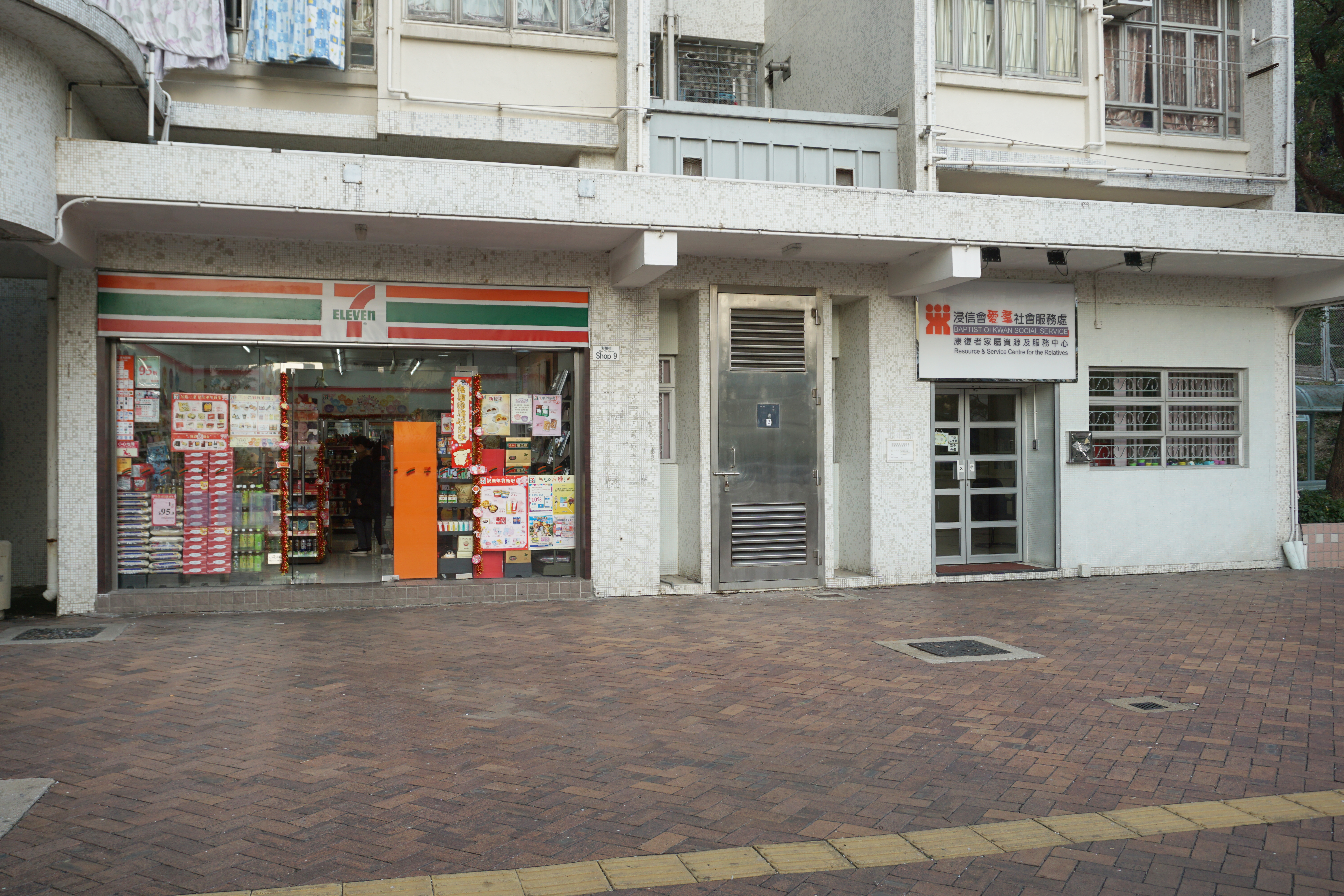
7-11便利店及浸信會社區服務中心